# Capitonius bicolor
Capitonius bicolor är en stekelart som först beskrevs av Szepligeti 1904.  Capitonius bicolor ingår i släktet Capitonius och familjen bracksteklar. Inga underarter finns listade.